# 1904년 하계 올림픽 체조 남자 평행봉

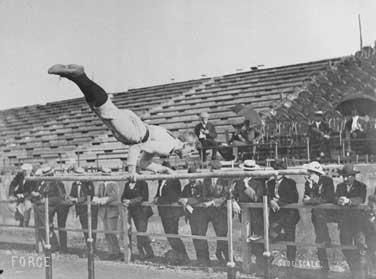
경기 장면

1904년 하계 올림픽 체조 남자 평행봉은 미국 세인트루이스에서 개최된 1904년 하계 올림픽의 경기 종목이다. 10월 28일에 진행되었고, 참가 선수 중 다섯 선수와 경기 결과에 대해서만 알려져 있다.

## 경기장
| 도시         | 경기장        | 원어명        | 비고    |
| ------------ | ------------- | ------------- | ------- |
| 세인트루이스 |               |               | 전 경기 |
| 세인트루이스 | 프랜시스 필드 | Francis Field | 전 경기 |

## 경기 결과
| 순위 | 선수                  | 기록 |
| ---- | --------------------- | ---- |
| 1    | 조지 에이저 (USA)     | 44   |
| 2    | 안톤 헤이다 (USA)     | 43   |
| 3    | 존 두하 (USA)         | 40   |
| 4-5  | 에드워드 헤니그 (USA) |      |
| 4-5  | 윌리엄 머즈 (USA)     |      |

## 메달리스트
| 종목        | 금                 | 은                 | 동             |
| ----------- | ------------------ | ------------------ | -------------- |
| 남자 평행봉 | 조지 에이저 · 미국 | 안톤 에이다 · 미국 | 존 두하 · 미국 |

## 참고 문헌
- 국제 올림픽 위원회 - 1904년 하계 올림픽 기계 체조 경기 결과 (영어)
- (영어) George Seymour Lyon - 1904년 올림픽 금메달리스트
- (폴란드어) Pawel, Wudarski (1999). “Wyniki Igrzysk Olimpijskich”. 2008년 10월 14일에 원본 문서에서 보존된 문서. 2006년 12월 17일에 확인함.
- (영어) “Gymnastics at the 1904 St. Louis Summer Games: Men's Parallel Bars”. sports-reference.com. 2009년 10월 16일에 원본 문서에서 보존된 문서. 2010년 10월 8일에 확인함.
- (영어) De Wael, Herman. “Herman's Full Olympians: "Gymnastics 1904".”.